# Villenjärvi
Villenjärvi är en sjö i Kiruna kommun i Lappland och ingår i Torneälvens huvudavrinningsområde. Villenjärvi ligger i Torne och Kalix älvsystem Natura 2000-område.